# Parisotoma ekmani
Parisotoma ekmani är en urinsektsart som först beskrevs av Arne Fjellberg 1977.  Parisotoma ekmani ingår i släktet Parisotoma, och familjen Isotomidae. Arten är reproducerande i Sverige.